# Šaš
Šaš (bresika, oštra trava, oštrica, lat. Carex) biljni je rod iz porodice šiljovki s velikim brojem vrsta. Rastu pretežno na vlažnim staništima.
Ima ih preko 2000 vrsta, odnosno 2049 priznate vrste a u Hrvatskoj je zastupljene brojne vrste, između ostalih rastavljeni šaš (Carex remota), uskolisni šaš (Carex strigosa), mjehurasti šaš (Carex vesicaria), busenasti šaš (Carex elata), dugoklasi šaš (Carex elongata), planinska kobresia (C. myosuroides, sin. Kobresia myosuroides). 

## Opis
Višegodišnje zeljaste biljke, poglavito s puzavim rizomom, jednodomne, rjeđe dvodomne. Cvjetovi većinom trokutni, rijetko kvržičasti iznad baze, često pri dnu prekriveni postojanim lisnim ovojnicama ili njihovim vlaknastim ostacima. Listovi uglavnom bazalni; prisutna ligula. Cvat je metličast, grozdast ili klasast, rjeđe sveden na jedan klas. Klasovi 1–mnogi, okrugli, sjedeći ili s peteljkom, s nekoliko–mnogo klasića, potpuno muški, potpuno ženski ili dvospolni; ovojni brakteji lisnati ili ponekad ljuskasti, ponekad ih nema. Klasići jednospolni, sastoje se od pojedinačnog cvijeta, u pazušcima spiralno raspoređenih ljuskica, kod nekih vrsta (klada Uncinia) s kukastim vrhom rahile koji strši izvan periginija (utrikula) u ženskim klasićima. Prašnici 3. ginecej zatvoren u bočasti profil (periginij ili utrikul); stil 2- ili 3-djelni, strši kroz mala završna usta periginija/utrikula. Periginija (utrikuli) opnasta, papirnata, kožasta ili plutasta, s 2 kobilice, sužena u kljun sa skraćenim ili 2-djelnim vrhom. 

## Rasprostranjenost
Rasprostranjenost u svijetu: više od 2000 vrsta, kozmopolitski, uglavnom izvan tropskog pojasa. Australija: c. 55 autohtonih vrsta (c. 30 endemskih vrsta), c. 23 naturalizirane vrste (često iz vrtova), sve države osim Sjevernog teritorija. Pleme Cariceae trenutačno se proučava širom svijeta od strane Global Carex Group i svi su rodovi (uključujući Uncinia) sada uključeni u prošireni monofiletski rod Carex.

## Vrste
Vidi Popis vrsta roda Carex
Kasni šaš, podvrsta je šaša C. oederi (C. oederi var. oederi); sivkasti šaš podvrsta je C. canescensa (C. canescens subsp. canescens); modrozeleni (C. flacca subsp. flacca) i pilasti šaš (C. flacca subsp. erythrostachys; sin. C. flacca subsp. serrulata), podvrste su vrste C. flacca

## Sinonimi
- Blysmocarex N. A. Ivanova
- Cymophyllus Mack. ex Britton & A. Br.
- Diplocarex Hayata
- Elyna Schrad.
- Hemicarex Benth.
- Kobresia Willd.
- Schoenoxiphium Nees
- Uncinia Pers.
- Vesicarex Steyerm.